# Euchlaenidia centralis
Euchlaenidia centralis là một loài bướm đêm thuộc phân họ Arctiinae, họ Erebidae.